# Polycarpe de la Rivière
Polycarpe de la Rivière est un moine français chartreux du XVIIe siècle, historien et érudit, ayant écrit des biographies sur de nombreuses personnalités de l'Église catholique Une grande partie de sa vie est entourée de mystère. Il est considéré par certains comme un fabulateur ou même un faussaire, notamment par Émile Duprat pour qui le mot « polycarpique » devient un adjectif. Joseph-Hyacinthe Albanès tente de le disculper, en citant les sources dans Gallia christiana novissima.
Auteur prolifique et mystique, ses ouvrages ont assuré la pérennité de sa mémoire dans l’historiographie cartusienne. Au cours de sa vie, ses œuvres ont été controversées et bon nombre de ses dernières œuvres ont été interdites.

## Biographie
« Polycarpe de la Rivière » est un pseudonyme, sa vie demeure très mystérieuse : il a consacré des efforts considérables à cacher son âge, son lieu de naissance et son vrai nom.
Dans son livre L'adieu du monde, il dit être né dans le Velay. Il est probable que ce soit à Tence (Haute-Loire) vers 1586. Il est attaché comme page à la maison de la reine Marguerite de France (1553-1615), assignée à résidence dans le Château d'Usson (Puy-de-Dôme), entre 1586 et 1605. Novice chez les jésuites, il fait profès à la Grande Chartreuse le 1er mars 1609, âgé de 23 ans. Alors qu'il est procureur à la chartreuse de Lyon en 1616, il se lie d'amitié avec l'un de ses bienfaiteurs, le notable lyonnais Balthazar de Villars, qui devient son mécène et finance ses premières publications. Il est nommé prieur de la chartreuse de Sainte-Croix-en-Jarez en 1618.
En 1617, Polycarpe de la Rivière fait l’éloge de saint Bruno le Chartreux dans ses Récréations spirituelles. Il publie à Lyon en 1619, l’Adieu du monde avec l’autorisation du prieur général de l’ordre, dom Bruno d'Affringues, ce qui indique que le propos de l’ouvrage est en adéquation avec les sensibilités cartusiennes du XVIIe siècle. Les trois volumes du Mistère sacré de nostre Rédemption, publiés en 1621 et 1623, sont probablement rédigés à Sainte-Croix pendant son priorat. Il publie un dernier ouvrage mystique, Angélique, ou des excellences et perfections de l’immortalité de l’âme, méditation en miroir de 1626, toujours apprécié du prieur général.
Il est prieur de la chartreuse de Bonpas à Bordeaux de 1627 à 1631, et visiteur de la province cartusienne de Provence dans les années 1630. Il délaisse alors les ouvrages mystiques au profit d’un travail historique. Historica ordinis Cartusiensis ou Chronologica Cartusiana-politica, seu Annales Cartusianorum reste inédit en raison du refus de publication du prieur général. Il entretient une correspondance suivie avec Nicolas-Claude Fabri de Peiresc, Pierre Gassendi, ou encore Honoré Bouche.
Polycarpe de la Rivière est déposé à sa demande en 1638 et disparaît au cours d’un voyage au Mont-Dore (Puy-de-Dôme), en 1639. On ignore s’il meurt ou s’il est en apostasie.

## Ouvrages

### Monographies
Parmi les personnes à propos desquelles il a écrit figurent:
- Saint Albin (†262), martyr, évêque de Vaison-la-Romaine.
- Castor d'Apt qui est dit originaire de Nîmes (Nemus)[note 2],[7].
- Saint Eutrope d'Orange[8].
- Hugues de Payns[9].
- Mellon de Rouen.
- Les premiers évêque de Die, saint Martius (†ca.220), saints Higer, Léon et Servilius et enfin saint Nicaise de Die, seul ce dernier est attesté[10].
- Saint Marcel de Die. Polycarpe assure avoir trouvé dans une Vie de saint Marcel de Die, une lettre que les pères du premier concile de Nicée auraient remis à Nicaise pour qu'il la transmette aux évêques des Gaules[11], aucune trace de cette lettre n'a été retrouvée.
- Mgr Laugier de Digne (vers 1050?), évêque de Digne, connu uniquement de Polycarpe par une charte manquante ou fabriquée.

### autres ouvrages
- 1617 : Récréation spirituelle sur l’amour divin et le bien des amis, Paris, Chaudière, 1617, 411 , in-8. (Autres éd. : Paris, 1619 ; Paris, 1622).
- 1618 : L’âme pénitente auprès de la Croix, Lyon, Pillehotte, 1618, in-32, 440 p. (Autre éd. : Lyon, 1625, in-24.).
- 1618 : L’Adieu du monde ou le mépris de ses vaines grandeurs et plaisirs périssables, Lyon, Pillehotte, 1618, in-8, 700 p. (Autres éd. : Lyon, 1619 ; Lyon, 1621 ; Lyon, 1625 ; Lyon, 1631 ; Paris, Bessin, 1631, 877 p.) ; l'édition de 1619 est lire en ligne sur Gallica.
- 1621 : Le mistère sacré de notre Rédemption, contenant en trois parties la mort et passion de Jésus-Christ, Lyon, Pillehotte, 1621/1623, 19 cm., 3 vol. de 848, 1002 & 1103 p. (Autre éd. : Lyon, 1623).
- 1626 : Angélique. Des excellences et perfections de l’immortalité de l’âme, lire en ligne sur Gallica.
- 1636 : Historia Ecclesia Gallicanae, seu Natilia Episco patuum Galliae ; la censure n'a permis la mise à disposition que de trois volumes sur dix-sept.
- 1638 : Annals Ecclsiae. Urbis et Avenionensis comitatus », manuscrit en deux volumes.
- 1638 : Histoire de la ville d'Avignon. Ce volume est constitué de deux manuscrits. Le livre est interdit par Rome malgré toutes les interventions du chanoine Maselli.
- 1640 : Historia Ordinis Cartusiensis. Interdiction de publication demandée par la même ordonnance cartusienne Catalogus Priorum Majoris Cartusiae Gratinano Politanae.
- 1725 : De primis Avenionensium episcopis ab ipso sanctissimæ evangelicæ prædicationis exordio ad Clementem quintum, qui Sede Romana Avenionem translata, in ea sedit et quievit., Gallia Christiana, Paris, 1725, t. 1, 850-870, in-fol.

Il a également laissé un certain nombre de prières et de sermons.